# 겐로쿠 문화

「제비붓꽃병풍(燕子花図)」（오가타 고린）

겐로쿠 문화(일본어: 元禄文化 げんろくぶんか[*])란 에도 시대 전기, 겐로쿠 연간(1688년~1707년) 전후의 17세기 후반부터 18세기 초에 걸친 문화이다.
17세기 중반 무렵 이후의 일본은 농촌에서의 상품작물 생산의 발전과 그것을 기반으로 하는 도시상인의 대두로 인한 산업의 발전 및 경제활동의 활발화에 힘입어 문예, 학문, 예술의 두드러진 발전을 겪었다. 특히, 풍족한 경제력을 배경으로 성장해온 조닌들이 오사카·교토 등 가미가타의 도시를 중심으로 뛰어난 작품을 수많이 만들어 내었다. 그곳에서는 서민의 생활・심정・사상 등이 출판물이나 극장을 통해 표현되었다. 다만, 그 주축이 되는 사람은 무사계급 출신의 사람도 많았다. 또한 같은 가미가타여도 교토에서 오사카로 중심이 이동함과 동시에, 문화의 동점운동도 진전하여, 에도・도고쿠(東国)가 문화에서 차지하는 중요성이 높아져 가는 단서가 되었다.
겐로쿠 문화는 종종 '괴로운 세상에서 뜬 세상으로(憂き世から浮世へ)'라고 일컬어지는 것처럼, 현세를 '뜬 세상(浮世)'으로서 긍정하여 현실적・합리적인 정신이 그 특징이다. 본디 귀족적인 우아함을 추구하는 예술의 성과도 한편 존재했으나,

## 참고 문헌
- (일본어) 『元禄文化』  - 고트뱅크